# 西德基·苏卜希
西德基·苏卜希（Sedki Sobhi）是一名埃及将军。2012年8月12日，他被总统穆罕默德·穆尔西任命为军队总参谋长，以接替被解职的萨米·阿南，同时军衔从原来的中尉晋升为少将。
2014年3月26日，埃及臨時總統曼蘇爾簽署總統令，任命武裝部隊總參謀長西德基·蘇卜希為國防部長，接替辭去國防部長職務的塞西。蘇卜希當天下午在總統府宣誓就職，正式接替塞西出任埃及武裝部隊總司令兼國防部長。